# Маркова, Анна Борисовна
Анна Борисовна Маркова (род. 20 июля 1955, Ленинград) — российский государственный деятель, бывшая глава администрации Фрунзенского района Санкт-Петербурга.

## Образование
В 1973 поступила в Ленинградский государственный институт культуры им. Н. К. Крупской (отделение технической информации с углубленным изучением английского и японского языков).
Окончила Санкт-Петербургскую Высшую школу МВД России (правоведение) и СПб Политехникум (бюджетный учёт).
Кандидат педагогических наук.

## Биография
Родилась 20 июля 1955 году в городе Ленинграде в семье потомственных военных.
С 1979 по 1999 служила в милиции. Полковник милиции в отставке. Закончила службу начальником РУВД Колпинского района Санкт-Петербурга.
Имеет сына, внука.

### Политическая деятельность
Бывший член партии «Народный союз».
С 1999 по 2002 — глава администрации Фрунзенского района Санкт-Петербурга.
С марта 2002 по октябрь 2003 — вице-губернатор и член Правительства Санкт-Петербурга. Председатель Административного комитета, представитель Правительства города в Законодательном Собрании. Курировала работу судебных, правоохранительных и органов военного управления. Председатель Комиссии по чрезвычайным ситуациям и Комиссии по противодействию террористической деятельности.
В 2003 — кандидат в губернаторы Санкт-Петербурга. Проиграла. На выборах получила 170.239 голосов (15,84 %).
С 2004 по август 2005 — вице-президент Банкирского дома «Санкт-Петербург».
Член Адвокатской палаты Санкт-Петербурга. Возглавляет Адвокатский кабинет «Юридическое бюро Анны Марковой».